# Château des Ducs (Argentan)
Pour les articles homonymes, voir Château des Ducs.
Le château des Ducs, logis des Ducs ou Grand Logis est une demeure, du XIVe siècle, bâtie sur l'emplacement d'un ancien château fort du XIIe siècle, qui se dresse sur le territoire de la commune française d'Argentan, dans le département de l'Orne, en région Normandie. L'ancien château des Ducs, centre de la vicomté d'Argentan, est classé au titre des monuments historiques.

## Localisation
Le château est situé, à proximité de l'église Saint-Germain d'Argentan, sur le versant sud de la colline où s'étage la ville, dans le département français de l'Orne.

## Historique

### Le premier logis
Lorsque Henri Ier Beauclerc prend le contrôle de la ville à la suite de la victoire de Tinchebray en 1106, il entreprend de faire d'Argentan l'une des principales forteresses de Normandie. Il décide alors de relever les murailles détruites dans la rivalité avec le roi de France et de faire élever de nouvelles fortifications. Elles se composaient dorénavant de quatre lignes de défense principales : le bail extérieur (murailles de la ville qui correspondaient à l'unique enceinte des anciennes fortifications), le bail intérieur (30 à 35 pieds de hauteur sur 6 à 14 pieds d'épaisseur, 16 tours rondes et carrées espacées de 100 pieds de distance), le château et un donjon.
Le bail intérieur était divisé en deux parties (par une muraille avec tours et fossés, partant du donjon), l'une contenant la ville et l'autre contenant le château et ses dépendances c'est-à-dire « le Palais » ou « Grand-Logis » qui était la demeure du roi Henri Ier Beauclerc dans les fréquents voyages qu'il faisait à Argentan, « la maison du gouverneur » qui était également appelée château (située vers le milieu de la place actuelle du marché et occupée par ses officiers jusqu'en 1586), la « salle des comptes » et enfin le donjon d'Argentan de forme ovale (haut de 20 mètres, long de 60 m et large de 30 m).
C'est à partir du palais d'Argentan que Henri II Plantagenêt, roi d'Angleterre et duc de Normandie, réunit les forces militaires pour combattre Conan, duc de Bretagne, son vassal, en 1157. C'est là encore que le roi reçoit en 1168, les légats du pape qui venaient pour le réconcilier avec Thomas Becket. La colère qu'il exprima dans son château, motive quatre gentilshommes normands pour aller assassiner l'archevêque de Canterbury. Contrit de cette conséquence, il place l'église et l'hôpital sous l'invocation de ce nouveau saint.
En 1182, Henri II met le château à la disposition de Henri le Lion, et sa femme Mathilde, pendant leurs trois ans d’exil, à la suite de leur bannissement par la Diète de l’empire de Frédéric Barberousse.
Après la mort d'Henri II survenue en 1189, Aliénor d'Aquitaine, sa veuve, fixe sa résidence au château d'Argentan et y reçoit les fréquentes visites de son fils Richard Cœur de Lion.
En 1199, Jean sans Terre y tient sa cour plénière aux fêtes de Noël. Indignés par ce roi qui venait de massacrer son neveu, Arthur de Bretagne, les habitants d'Argentan se donnent en 1202 à Philippe Auguste. En 1296, le domaine d'Argentan est donné à Mathieu de Montmorency.
Au cours de la guerre de Cent Ans, les Anglais reprennent Argentan. En 1356, ils pillent la ville et brûlent le château. Ils se maintiennent dans la place jusqu'en 1360.
En 1372, Marie de Montmorency vend la vicomté d'Argentan à Pierre II de Valois, comte d'Alençon.

### Le logis actuel

#### Résidence seigneuriale et royale
Perceval de Cagny attribue au comte Pierre II d'Alençon, la construction, en 1370, du logis seigneurial au sud de la cour du château en indiquant qu'il « fist faire au châtel d'Argentan une très notable maison à trois estages et galatas et pareilles galleries portans du bout de cette maison ». C'est le Grand Logis actuellement visible. Du Grand Logis partait en effet une galerie couverte de plomb doré et ornementée de très belles fenêtres jusqu'à la tour de la Reine. Une autre galerie le reliait à la chapelle Saint-Nicolas construite en 1373. Pierre II vécut dans le Grand Logis douze ans et y décéda en 1404.
La place renforcée au XIVe siècle avec le concours de Charles V le Sage, et reprise en 1417 par les Anglais. Henri V roi d'Angleterre se réservant le palais d'Argentan. Toutefois, ils furent défaits par les troupes de Charles VII qui fit son entrée solennelle dans la ville en 1449.
À la fin du XVe siècle, le château accueillit la bienheureuse Marguerite de Lorraine-Vaudémont, épouse du duc René d'Alençon. Pour fuir cet homme violent, elle se réfugia à Argentan dont elle devint la bienfaitrice. Elle fonda les clarisses d'Argentan où elle mourut le 2 novembre 1521.
En octobre 1517, François Ier rendit visite à sa sœur, Marguerite d'Angoulême, femme du duc Charles IV d'Alençon. Marguerite de Lorraine-Vaudémont fit préparer les appartements du roi au château. Il y séjourna durant trois semaines et chassait dans les forêts voisines, notamment la forêt de Gouffern. Léonard de Vinci fut l’ordonnateur d’une fête donnée en l'honneur du roi, à Argentan, par Philiberte de Savoie, veuve de Julien de Médicis et par Marguerite d'Angoulême. Léonard de Vinci fit construire à cette occasion un lion automate qui, frappé à la poitrine, laissait échapper des fleurs de lys, symbole de la royauté. Un tel lion avait été présenté pour la première fois à Lyon en 1515, sous la forme d’un automate mobile reprenant les traits du Marzocco.
Le château servit une nouvelle fois de résidence royale à François Ier lors d'un second passage du roi à Argentan en 1531. Durant son séjour de moins de deux semaines marquées par fêtes et chasses, le roi était accompagné de Nostradamus et reçut le légat du pape.
En 1562, Catherine de Médicis qui visitait la Normandie, séjourna à Argentan avec ses cinq enfants et le roi Henri de Navarre.
En 1570, Charles IX fit un second séjour à Argentan où il reçut le légat du pape.
En 1589, les bourgeois de la ville remettaient la clé d'Argentan à Henri IV qui y séjourna jusqu'au siège de Falaise. Au cours de ces événements, il revint à Argentan le 24 décembre 1589 pour fêter Noël.

#### Maison des gouverneurs
À partir de 1586, le comté d'Argentan étant passé dans la maison de Lorraine et la « maison des gouverneurs » étant détruite, le château ou Grand Logis devint la demeure des gouverneurs qui y résidèrent jusqu'en 1727. C'est en cette fin du XVIe siècle qu'est détruite la galerie construite par Pierre II dans le prolongement du logis et de la chapelle.
Le château a également sa légende : « Une jeune fille du nom d'Isabeau, enfermée par un méchant seigneur, meurtrier de son amant et dans les fers duquel elle périt elle-même pure et fidèle, y fait de nocturnes apparitions sous diverses formes. On l'appelle « la Damoiselle » ou quelquefois « la Bête du château » ».
Au XVIIe siècle, les cuisines sont au rez-de-chaussée du logis, les grands chambres et « moyens appartements » sont situés au premier et deuxième étages du corps de logis et des tourelles. Pourverre indiquait à cette époque que, ce qu'on nommait « la chambre du Roi » était situé au deuxième étage et donnait directement sur la chapelle du Roi, placée sous l'invocation de saint Côme et saint Damien. C'est au deuxième étage que se situaient plusieurs pièces seigneuriales privées. Les combles abritaient le surplus des chambres avec une remarquable charpente et des lucarnes hautes.
En 1680, la tour d'enceinte carrée sur laquelle venait s'appuyer le logis seigneurial est arasée à la hauteur des courtines environnantes. Elle formait dorénavant une terrasse accessible du premier étage. En 1708, les hautes lucarnes des combles sont réduites et la charpente est proposée à une lourde restauration.

#### Depuis 1727, un lieu de justice
En 1727, l'audience et la prison de la ville sont détruites et les services sont transférés au château. Les gouverneurs sont alors délogés. Lors des aménagements intérieurs du Grand-Logis réalisés en cette année, pour y transférer le siège des juridictions, on découvrit un souterrain qui paraissait mener au donjon.
Jusqu'en 1777, le bâtiment a également accueilli les réunions des assemblées municipales mais l'audience où l'auditoire demeurait une enceinte de justice.
En 1756, Louis XV apporta des modifications dans la composition du bailliage d'Argentan. À partir de cette époque, la justice fut rendue par un bailli de robe courte, un lieutenant-général-civil-et-criminel-enquêteur-examinateur, un lieutenant civil et criminel, deux assesseurs et un procureur du Roi.
En 1752, la ville obtint l'autorisation de détruire la tour arasée située au pignon du Grand Logis.
Entre 1755 et 1848 (vraisemblablement à la fin du XVIIIe siècle), les jambages et les voussoirs de la porte originelle de la tourelle de l'escalier sont remplacés par un ensemble monumental néoclassique à fronton, puis entre 1845 et 1878 par une porte de style néogothique, au tympan percé d'un quatre-feuilles.
En 1944, le logis, comme la chapelle castrale, est victime des bombardements qui détruisent partiellement la charpente excepté en son centre et autour du pignon nord encore doté de sa cheminée monumentale. Le vaste logis rectangulaire (27 × 12,50 mètres) a subi de lourdes modifications de ses volumes intérieurs et de ses travées après la Seconde Guerre mondiale. Sur la façade Est, la baie haute située à gauche de la tourelle de l'escalier est devenue la porte d'accès au hall du tribunal en 1954. Sur la façade Ouest qui ne comptait originellement que quatre travées d'ouvertures réunies en deux couples, l'architecte Prieur crée deux travées supplémentaires en 1955.
Le château ou Grand Logis, propriété de la ville d'Argentan, abrite de nos jours le tribunal de Grande Instance.

## Description

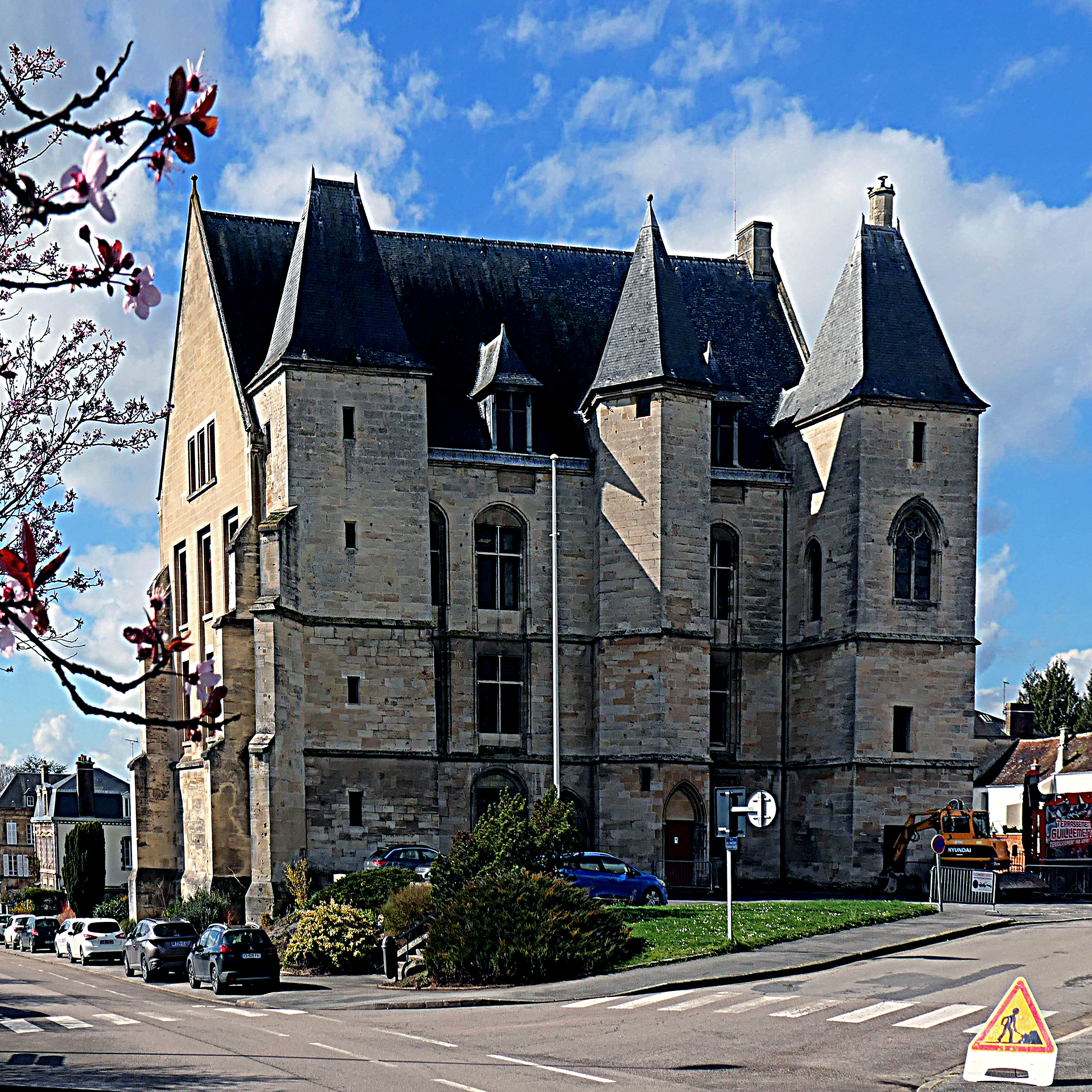
Le château en 2024, façade est.

De l'édifice, ne subsiste après les démolitions du XVIIIe siècle, que la base du donjon polygonal,, et dans une seconde enceinte, la chapelle castrale Saint-Nicolas devenue bibliothèque et musée et l'ancien logis ducal, restauré après les sérieux dégâts subis en 1944.
L'ancien logis, construit vers 1370 par le comte Pierre II d'Alençon, se présente sous la forme d'un grand bâtiment rectangulaire flanqué sur sa façade est de deux tours carrées à chaque extrémité, et d'une tourelle de plan pentagonale abritant l'escalier,, devenu palais de justice.
Quant au donjon de la fin du XIIe ou du début du XIIIe siècle, de plan polygonal, situé dans l'angle sud-est d'une seconde enceinte, il n'en subsiste qu'un petit arc de cercle, place Mahé.
Le château était ceint de sa propre enceinte quadrangulaire entourée de fossés, distincte de celle du bourg, dont il ne subsiste de nos jours aucun vestige en élévation.

## Protection
Les restes de l'ancien château des Ducs, dans le palais de Justice sont classés au titre des monuments historiques par liste de 1889.